# Memorandum van overeenstemming
Een memorandum van overeenstemming is een document waarin twee of meer partijen hun gezamenlijke voornemens vastleggen. Het is een meer formele variant van het herenakkoord, maar is evenmin juridisch afdwingbaar. Soms bevat het document de basiselementen van een eropvolgend contract. Een memorandum van overeenstemming wordt meestal gebruikt omdat een juridisch bindende overeenkomst niet nodig is of omdat partijen (nog) geen bindende overeenkomst kunnen of willen aangaan.
Het veelgebruikte Angelsaksische equivalent is memorandum of understanding (MoU).

## Voorbeelden
- Het memorandum van overeenstemming tussen de Secretariaat van de Verenigde Naties en Irak van 20 mei 1996 over de toepassing van Resolutie 986 van de VN-Veiligheidsraad over het Olie-voor-voedselprogramma.[1]
- Het memorandum van overeenstemming tussen China en de Europese Gemeenschap van 20 maart 2004 over visa en dergelijke om bezoeken van Chinese groepen in Europa gemakkelijker te maken.[2]
- Het derde memorandum van overeenstemming tussen Vlaanderen en Nederland van 11 maart 2005 over samenwerking inzake het Schelde-estuarium.[3]